# Амбасада Руске Федерације у Републици Србији
Амбасада Руске Федерације у Републици Србији (рус. Посо́льство Росси́йской Федера́ции в Республике Сербии) је дипломатско представништво Руске Федерације у Републици Србији. Од 1940. до 1941. године је заступало СССР у Краљевини Југославији, од 1945. до 1991. године у социјалистичкој Југославији, потом од 1991. до 2003. године Руску Федерацију у СР Југославији, до 2006. године у Државној заједници Србије и Црне Горе и од 2006. године у Републици Србији.
Амбасада се налази у Делиградској бр. 32 у Београду.
Тренутни амбасадор је Његова екселенција Александар Боцан-Харченко.

## Историјат дипломатских односа

### Средњи век
Спорадични контакти српских и руских државника су постојали вековима. Први Србин који се нашао на руском двору у својству дипломате, био је митрополит Пајсије, игуман манастира Хиландар. Он је руског цара Ивана IV Грозног посетио 1550. године у Москви и затражио да испослује код османског султана да светогорски манастири буду ослобођени харача, што је цар и учинио.

### Устаничка Србија
На почетку Првог српског устанка 1804. године, српска делегација на челу са протом Матејом Ненадовићем је отишла код руског министра иностраних послова грофа Адама Чарторијског.
Консантин Родофиникин је био први дипломатски представник Руске империје, који је стигао у Београду 1807. године, ради успостављања комуникације са вождом Ђорђем Петровићем Карађорђем. У дипломатским и бојним мисијама у устаничкој Србији, налазили су се генерал-мајор Иван Иванович Исаев и генерал Егор Гаврилович Цукато.
Гроф Марко Ивелић, Србин и руски генерал, представљао је личног заступника императора Александра I Павловича код Карађорђа. Посредовао је у покушајима да устаничке вође прихвате Букурешки мир из 1812. године, за шта је одликован Императорски орденом Светог Владимира. Према његовом наговору, Карађорђе је напустио Србију и касније пошао у Русију.

### Кнежевина и Краљевина Србија
Стална дипломатска мисија Руске империје у Кнежевини Србији, успостављена је 1838. године. За првог конзула и потом генералног конзула, император Николај I Павлович је именовао Герасима Васиљевича Вашченка.
Посланик Николај Хенрикович Хартвиг је преминуо од инфаркта 27. јула 1914. године у згради аустроугарској посланства (данас седиште Београдске надбискупије), по сазнању добијеном од аустроугарског посланика барона Владимира Гизла фон Гислингена, да ће Аустроугарска објавити рат Краљевини Србији, што је био увод у Први светски рат. Хартвиг је сахрањен на Новом гробљу у Београду.

### Краљевина СХС и Краљевина Југославија
Пошто је Краљевина Срба, Хрвата и Словенаца одбила да призна бољшевичку власт након Октобарске револуције 1917. године, она је у јулу 1918. године повукла из Москве свог посланика Мирослава Спалајковића. У Београду је Василиј Николајевич Штрандман остао дипломатски представник белогардејске владе до марта 1924. године, када је Министарство иностраних дела Краљевине СХС одлучило да затвори ову дипломатску мисију. Од 1924. до 1940. године, Београд није признавао власт у Москви и одбијао је сваку дипломатску сарадњу.
По допуштену домаћих власти, у Топчидеру и потом Сремским Карловцима је током септембра 1922. године, деловао Руски савет као избегличка влада на челу са генералом бароном Петром Николајевичем Врангелом. У оквиру Руског савета, деловао је и Савет амбасадора, као својеврсно министарство иностраних послова.
Дипломатски односи између Краљевине Југославије и СССР-а су поново обновљени 24. јуна 1940. године, а 12. јула је Виктор Андрејевич Плотников акредитован као опуномоћени представник Совјетског Савеза у Краљевини Југославији. Совјетске дипломате су се у октобру 1940. године, уселиле у зграде на адресама Краља Милутина бр. 6 и бр. 8, као и у улици Јована Ристића бр. 27.
За време Априлског рата 1941. године, совјетске дипломате су ради личне безбедности премештене у Врњачку Бању, заједно са осталим дипломатским представницима у Београду. По капитулацији Југославије 17. априла, Плотников и остало особље амбасаде се вратило у Београд. Ту су остали на почетку нацистичке окупације, све до маја 1941. године. Москва је 8. маја 1941. године, саопштила да прекида дипломатске односе са Краљевином Југославијом, али је позвала особље југословенске амбасаде да остану у Совјетском Савезу као појединци.
После немачког напада на Совјетски савез, јула 1941. године, указала се потреба за обновом дипломатских односа Москве и југословенске владе. Поново су успостављени дипломатски односи у августу. Од септембра 1942. до 1943. године, при савезничким владама у Лондону, Александар Богомолов је био изванредни и опуномоћени амбасадор Совјетског Савеза. Био је акредитован код Владе Краљевине Југославије у егзилу, као и избегличких влада Пољске, Грчке и Норвешке.

### Социјалистичка Југославија
Иван Васиљевич Садчиков је од 13. марта 1945. године, био изванредни и опуномоћени амбасадор СССР у Београду. Како је Уставотворна скупштина Демократске Федеративне Југославије збацила монархију и прогласила републику, он је постао први совјетски амбасадор у социјалистичкој Југославији.
Резолуција Информбироа из 1948. године, довела је до захлађења односа између Комунистичке партије Југославије и Савеза комунистичких партија, односно две државе. Уследили су бројни дипломатски притисци, критике комунистичких партија широм света, повремени сукоби југословенских војника на граници са НР Бугарском и НР Румунијом... Југословенски комунисти су отпочели хапшења партијских руководилаца, а потом и других појединаца, који су означени као совјетски агенти и Стаљинови следбеници. Због подршке Резолуцији Информбироа, међу првима је ухапшен Сретен Жујовић, министар финансија ФНРЈ, који је искључен из Политбироа и чланства КПЈ. Јула 1949. године, формиран је и затвор за политичке осуђенике Голи оток.
Све ово је навело СССР да се одлучи на прекид дипломатских односа са Југославијом. Москва је најпре 16. августа 1949. године, опозвала амбасадора Анатолија Јусуфовича Лаврентијева из Београда. Потом је 16. новембра 1949. године, саопштила да прекида дипломатске односе и протерала је југословенског амбасадора Карла Мразовића. Совјетска штампа је почела југословенске комунистичке власти називати „фашистичком кликом“.
Стаљиновом смрћу 1953. године, отворене су могућности за обнову дипломатских односа. За новог амбасадора СССР је 17. јуна 1953. године, именован Василиј Алексејевич Ваљков.

### Република Србије
Услед распада Совјетског савеза, Борис Јељцин је председничким указом бр. 291 од 18. децембра 1991. године, преместио амбасаду у Београду из укинутог Министарства спољних послова Совјетског Савеза у надлежност Министарства спољних послова РСФСР. На месту амбасадора је задржан дотадашњи совјетски амбасадор Генадиј Серафимович Шикин. Амбасада Руске Федерације је задржала континуитет дипломатског представљања у Савезној Републици Југославији, Државној заједници Србије и Црне Горе и Републици Србији.

## Здања амбасаде

### Посланство Руске империје
Имање на којем се налазила зграда руског посланства у Кнежевини и Краљевини Србији, те потом Краљевини Срба, Хрвата и Словенаца, раније је припадало породици Симић. Политичар и уставобранитељ Стојан Симић је подигао и Стари конак, који је од 1842. године служио као резиденција кнеза Александра Карађорђевића и око кога су касније подигнути градски дворови.
Руско посланство се, дакле, налазило у Улици краља Милана у Београду, преко пута дворског комплекса Старог и Новог двора. Са прозора посланства, руски посланик Николај Валеревич Чариков је посматрао Мајски преврат, односно пуч и убиство краља Александра I Обреновића V и краљице Драгиње Драге Обреновић, 1903. године. У ноћи преврата, како завереници дуго нису могли да открију где се налази краљевски пар, пронела се вест да су побегли тајним подземним пролазом између Старог конака и руског посланства.
Зграду је од 1919. до 1924. године, користио руски посланик Василиј Николајевич Штрандман, који је заступао белогардејска владу. Потом је зграда посланства постала седиште Делегације за заштиту интереса руских избеглица, а Штрандман је постао делегат, односно нашао се на челу Делегације. Ипак, државна застава и грб Руске империје су остали на фасади зграде посланства све до септембра 1939. године. У власништву посланства, налазило се земљиште од Улице краља Милана до Улице краљице Наталије. Са доње стране имања (из Ул. Краљице Наталије), руски емигранти су изградили и 9. априла 1933. године свечано отворили Руски дом Императора Николаја II, који је имао позоришну сцену, библиотеку, основну школу, гимназију, издавачки центар, Музеј Николаја II, Музеј руске коњице, спортску салу, Друштво руских књижевника, уметника и музичара, Научни институт и школску цркву Пресвете Богородице.
У борбама за ослобођење Београда у Другом светском рату, током октобра 1944. године, немачка бомба је тешко оштетила зграду посланства и проузроковала људске жртве. Након рата, зграда је потпуно порушена и на њеном месту је направљен Девојачки парк.
На месту некадашње зграде посланства, откривен је и освештан споменик императору Николају II Александровичу Романову, 16. новембра 2014. године. Споменик су заједно освештали патријарх московски и целе Русије Кирил и патријарх српски Иринеј. Свечаности откривања споменика су присуствовали председник Републике Србије Томислав Николић, министар без портфеља Велимир Илић, представници владе Русије, градоначелник Београда Синиша Мали, амбасадор Руске Федерације Александар Чепурин и градски менаџер Горан Весић.
Након авионске несреће у којој је погинуло 64 чланова руског војног Ансамбла Александров, 26. децембра 2016. године, на путу од Сочија према Латакији у Сирији, где је требало да одрже новогодишњи концерт за руске војнике, Град Београд је одлучио да на неки начин ода пошту настрадалим уметницима, који су често наступали у Београду и били омиљени међу српском публиком. На предлог министра културе и информисања Владана Вукосављевића, Скупштина града Београда је 18. априла 2017. године, донела одлуку о преименовању некадашњег Девојачког парка у Парк Александров. Овај парк обухвата целу површину некадашњег здања руског посланства. Спомен-табла Ансамблу Александров, свечано је откривена 10. новембра 2017. године, уз присуство министра одбране Александра Вулина, министра културе и информисања Владана Вукосављевића, министра без портфеља Ненада Поповића, амбасадора Русије Александра Чепурина, градског менаџера Горана Весића...

### Амбасада СССР-а и Руске Федерације
Од успостављања дипломатских односа Краљевине Југославије и СССР-а, совјетске дипломате у Београду су од октобра 1940. године, живеле у зградама на адресама Краља Милутина бр. 6 и бр. 8, као и у улици Јована Ристића бр. 27.
Међувладиним споразумом из марта 1958. године, договорено је да владе СССР и ФНРЈ доделе земљишта у Москви и Београду, за потребе изградње амбасада.
Зграда амбасаде Совјетског Савеза у Делиградској бр. 32, коју данас користи амбасада Руске Федерације, подигнута је према пројекту Државног комитета СССР за изградњу и инвестиције, док је ентеријер амбасаде уређен 1969. године по плановима дизајнера Едварда Карсијана.

## Структура амбасаде

### Досадашњи представници
Досадашњи дипломатски представници Русије у Србији и Југославији, били су:

#### Руска Федерација
- Александар Аркадевич Боцан-Харченко, амбасадор, (2019—)
- Александар Васиљевич Чепурин, амбасадор, (16. септембар 2012—10. јун 2019)[5][6]
- Александар Васиљевич Конузин, амбасадор, (27. март 2008—16. септембар 2012. )
- Александар Николаевич Алексејев, амбасадор, (22. септембар 2004—27. март 2008)
- Владимир Евгеневич Ивановскиј, амбасадор, (7. фебруар 2002—22. септембар 2004)
- Валериј Евгеневич Егошкин, амбасадор, (31. децембар 1999—7. фебруар 2002)
- Јуриј Михаилович Котов, амбасадор, (29. јануар 1996—31. децембар 1999)
- Генадиј Серафимович Шикин, амбасадор, (септембар 1991—29. јануар 1996)

#### Совјетски Савез
- Генадиј Серафимович Шикин, амбасадор, (септембар 1991—29. јануар 1996)
- Вадим Петрович Логинов, амбасадор, (1988—1991)
- Виктор Фјодорович Маљцев, амбасадор, (1986—1988)
- Николај Николаевич Родионов, амбасадор, (1978—1986)
- Владимир Иљич Степаков, амбасадор, (1971—1978)
- Иван Александрович Бенедиктов, амбасадор, (1967—1971)
- Александар Михајлович Пузанов, амбасадор, (1962—1967)
- Алексеј Алексејевич Јепишев, амбасадор, (1960—1962)
- Иван Константинович Замчевскиј, амбасадор, (1957—1960)
- Николај Павлович Фирјубин, амбасадор, (1955—1957)
- Василиј Алексејевич Ваљков, амбасадор, (1953—1955)
- Анатолиј Јосифович Лаврентијев (1946—1949)
- Иван Васиљевич Садчиков, амбасадор, (1945—1946)
- Виктор Захарович Лебедев, амбасадор, (1944. - март 1945)
- Николај Васиљевич Новиков, посланик (1943—1944)
- Александар Богомолов, посланик при влади Краљевине Југославије у егзилу (август 1941—1943)
- Виктор Андрејевич Плотников, посланик, (1940. - мај 1941)Василиј Николајевич Штрандман, руски посланик у Краљевини СХС (1919-1924)

#### Руска империја
- Василиј Николајевич Штрандман, посланик, представник белоармејца (1919—1924)
- Борис Алексејевич Татишчев, посланик (1916—1917)
- Григориј Николајевич Трубецки, посланик (1914—1915)
- Василиј Николајевич Штрандман, отправник послова (1914)
- Николај Хенрикович Хартвиг, посланик (1909—1914)
- Василиј Сергејевич Сергејев, посланик, (1906—1909)
- Константин Аркадевич Губастов, посланик, (1904—1906)
- Владимир В. Муравјов-Апостол-Коробјин, отправник послова, (1903-1904)
- Николај Валеријевич Чариков, посланик, (1900—1904)
- Валериј Всеволодович Жадовскиј, посланик, (1897—1899)
- Николај Хартвиг, руски посланик у Краљевини Србији (1909-1914) Алескандар Петрович Извољски, посланик, (4. 2. 1897—11. 11. 1897)
- Роман Романович Розен, посланик, (1895—1897)
- /  Александар Иванович Персијани, дипломатски представник и генерални конзул а од конгреса у Берлину и посланик (1877—1895)
- Андреј Николајевич Карцов, дипл. представник и ген. конзул, (1875—1877)
- Николај Павлович Шишкин, ген. конзул, (1863—1875)
- Александар Георгиевич Влангали, ген. конзул (1860—1863)
- /  Михаил Рафаилович Милашевич, ген. конзул, (1856—1860)
- Николај Јакимович Мухин, ген. конзул, (1853—1856)
- Фјодор Антонович Тумански, ген. конзул, (1851—1853)
- Јаков Иванович Данилевски, ген. конзул, (1843—1851)
- Герасим Васиљевич Вашченко, конзул а потом и ген. конзул, (1838—1843)

### Апарат Изасланика одбране
Апарат Изасланика одбране при амбасади је званично представништво Министарства одбране Руске Федерације, које обавља војнополитичке, војнотехничке, војне и одбрамбено-економске послове, протоколарно-представничку делатност и обезбеђује информационо-документациону размену.
- пуковник Андреј Собакин, Изасланик одбране
- пуковник Сергеј Парубин, војни и ваздухопловни аташе
- пуковник Ервениј Анпилов, заменик Изасланика одбране
- пуковник Владимир Биков, помоћник Изасланика одбране

### Друго особље
Руска амбасада је 2009. године, саопштила да се на територији Републике Србије налази око 1000 лица запослених у руским дипломатским и другим мисијама, укључујући и чланове њихових породица.